# 1803 год в литературе

## Книги
- «Мессинская невеста» — драма Фридриха Шиллера.
- «Старец, или превратности судьбы» — повесть Николая Брусилова.
- «Рыцарь нашего времени» — произведение Николая Карамзина.
- «Чувствительный и холодный» — произведение Николая Карамзина.

## Родились
- 19 января — Уитман, Сара Хелен, американская поэтесса, возлюбленная Эдгара Аллана По (умерла в 1878).
- 24 февраля — Карл Вильгельм Фрейндлих, эстонский писатель (ум. 1872).
- 24 февраля — Соломон Френсдорфф, немецкий и еврейский гебраист (ум. 1880).
- 16 марта — Николай Михайлович Языков, русский поэт (умер в 1847).
- 24 апреля — Духнович Александр, украинский писатель и педагог (умер в 1865)[1]
- 25 мая — Ральф Уолдо Эмерсон (умер в 1882), американский поэт и философ, классик американской литературы.
- 25 мая — Эдвард Бульвер-Литтон, 1-й барон Литтон (умер в 1873), английский писатель, поэт[2]
- 19 июля –  Рамон де Месонжеро Романос, испанский писатель.
- 26 июля — Александр Иванович Писарев, русский драматург-комедиограф, переводчик, театральный критик (умер в 1828)..[3]
- 13 августа — Владимир Фёдорович Одоевский, русский писатель, философ, педагог, музыковед и теоретик музыки (умер в 1869).
- 19 сентября — Николай Филиппович Павлов, русский писатель, поэт, переводчик (умер в 1864).
- 27 сентября — Проспер Мериме (Prosper Mérimée), французский писатель (умер в 1870).
- 1 ноября — Фёдор Фёдорович Корф, барон, русский прозаик, драматург, журналист (умер в 1853).
- 14 ноября — Джейкоб Эбботт, североамериканский писатель для юношества, пастор (умер в 1879).[4]
- 5 декабря — Фёдор Иванович Тютчев, русский поэт (умер в 1873).
- Дадли Костелло, английский журналист и романист (умер в 1865).
- Рабджаа, монгольский поэт, философ (умер в 1856), писал на монгольском и тибетском языках.[5]

## Умерли
- 18 января — Ипполит Фёдорович Богданович, русский поэт (родился в 1744).
- 14 марта — Фридрих Готлиб Клопшток, немецкий поэт (родился в 1724).
- 22 июня — Иоганн Якоб Вильгельм Хайнзе, немецкий поэт и писатель (родился в 1746).
- 18 августа — Джеймс Битти,  шотландский поэт, эссеист, переводчик, литературный критик (родился в 1735).
- 5 сентября — Пьер Амбруаз Франсуа Шодерло де Лакло, французский генерал и писатель (родился в 1741).
- 8 октября — Витторио Альфьери, граф, итальянский поэт и драматург (родился в 1749)[6]
- 18 декабря — Иоганн Готфрид Гердер, немецкий философ и писатель-просветитель (родился в 1744).